# Vliegverbod
Een vliegverbod is een verbod op luchtverkeer. Een dergelijk verbod kan uitgevaardigd worden door een overheid of intergouvernementele organisatie. 
Een vliegverbod kan betrekking hebben op:
- Een luchtvaartmaatschappij - door een exploitatieverbod;
- Een vliegenier - door intrekking/schorsing van het vliegbrevet;
- Een reiziger - door het afvaardigen van een (in)reisverbod;
- Een type vliegtuig - door intrekking/schorsing van het bewijs van luchtwaardigheid
- Een deel van het luchtruim - door het instellen van een no-flyzone, een restricted area of een danger area.

Daarnaast kunnen landen ook hun luchtruim sluiten als gevolg van bepaalde omstandigheden, zoals gebeurd is in de Verenigde Staten na de aanslagen van 11 september 2001 en de luchtvaartverstoringen na de vulkaanuitbarsting onder de gletsjer Eyjafjallajökull in 2010.
Tijdens de coronapandemie werd in december 2020 een vliegverbod ingesteld voor vluchten vanuit het Verenigd Koninkrijk naar Nederland en België, vanwege de grote verspreiding van een besmettelijke variant van het coronavirus.

## Vliegverbod voor bepaalde luchtvaartmaatschappijen
In verschillende landen in de wereld worden er vliegverboden ingesteld voor specifieke luchtvaartmaatschappijen, meestal in geval van wanbeheer of slecht beleid ten aanzien van de veiligheid. 
De Europese Unie bijvoorbeeld streeft naar meer veiligheid in de luchtvaart en heeft met dat doel voor ogen effectieve normen geformuleerd waaraan luchtvaartmaatschappijen dienen te voldoen. Ondanks deze veiligheidsnormen zijn er in de wereld nog steeds maatschappijen die het door de Europese Unie gestelde veiligheidsniveau niet halen. Luchtvaartmaatschappijen waarvan aangetoond wordt dat ze niet veilig zijn krijgen een exploitatieverbod en mogen niet langer vliegen in het Europese luchtruim en worden op een zwarte lijst gezet.

## Vliegverbod voor bepaalde personen
Een vliegverbod kan ingesteld worden voor bepaalde personen en wordt dan aangeduid als inreisverbod. Dit kan gaan om bepaalde individuen, maar evengoed ook voor mensen van een bepaalde nationaliteit. Naar aanleiding van de uitbraak van het coronavirus stelden de Verenigde Staten op 31 januari 2020 een inreisverbod in vanuit China en op vrijdag 13 maart 2020 stelden de Verenigde Staten een inreisverbod in vanuit de Schengenzone voor een periode van 30 dagen.

## Vliegverbod voor piloten
Voordat iemand als piloot aan de slag mag, moet deze eerst een vliegbrevet halen voor het type vliegtuig waarmee gevlogen gaat worden. Bij het overtreden van de luchtvaartregels kan de piloot een vliegverbod worden opgelegd.

## Vliegverbod voor bepaalde type vliegtuigen
Wanneer van een vliegtuig bekend is dat er serieuze problemen mee zijn als gevolg van bijvoorbeeld een ontwerpfout, kan er een vliegverbod worden ingesteld voor dat type vliegtuigen. Dan wordt het bewijs van luchtwaardigheid ingetrokken.
Dit is onder andere voorgekomen voor de UH-60 Black Hawk. In 2001 kregen alle helikopters van dit type in de Verenigde Staten een tijdelijk vliegverbod vanwege plotseling ontstane scheuren in de bevestigingsbouten van de rotorbladen.

## Vliegverbod voor een bepaald gebied
Sommige gebieden in de lucht zijn verboden voor alle zweef- en motorvliegers.
De gebieden waarvoor restricties gelden zijn opgedeeld in een aantal groepen die als zodanig ook in de VFR-gids worden aangegeven. De hoofdcategorieën zijn te onderscheiden in de groepen P (Prohibited), R (Restricted) en D (Danger). Een voorbeeld van een P-categorie is het luchtruim boven een paleis, een typische R is een schietterrein waar artilleriegranaten met een boog worden afgeschoten. Deze verboden gebieden worden op de ICAO-luchtvaartkaarten duidelijk aangegeven door middel van een kader en een gebiedsnummer.
Naast verboden gebieden bestaan er ook nog zogenaamde SRZ's (Special Rules Zones). Dit is een gebied waar  waarbinnen speciale regels gelden voor het luchtverkeer. Een SRZ wordt bijvoorbeeld gemaakt rond een gebied waar zweefvliegen of parapente wordt uitgevoerd.